# کریس براشر
کریس براشر (انگلیسی: Chris Brasher; ۲۱ اوت ۱۹۲۸ – ۲۸ فوریهٔ ۲۰۰۳) ورزشکار دو و میدانی اهل بریتانیا بود.